# 亞馬遜河舒爾茨鯰
亞馬遜河舒爾茨鯰，為輻鰭魚綱鯰形目毛鼻鯰科的其中一種，為熱帶淡水魚，分布於南美洲奧里諾科河及亞馬遜河流域，本魚棲息在底層水域，體長可達3.7公分，生活習性不明。

## 扩展阅读
維基物種上的相關：亞馬遜河舒爾茨鯰